# José Luis Rodríguez Aguilar
José Luis "Pipo" Rodríguez Aguilar (1 de juny del 1994) és un ciclista xilè especialista en la contrarellotge.

## Palmarès
- 2012
  -  Campió de Xile júnior en contrarellotge
- 2013
  - Campió Panamericà sub-23 en contrarellotge
  -  Campió de Xile sub-23 en ruta
  -  Campió de Xile sub-23 en contrarellotge
- 2014
  -  Campió de Xile sub-23 en ruta
  -  Campió de Xile sub-23 en contrarellotge
  - 1r a la Volta a Rio Grande do Sul
  - Vencedor d'una etapa a la Volta a Mendoza
- 2015
  -  Campió de Xile en ruta
  -  Campió de Xile sub-23 en ruta
  -  Campió de Xile sub-23 en contrarellotge
- 2016
  - Campió Panamericà sub-23 en ruta
  - Campió Panamericà sub-23 en contrarellotge
  -  Campió de Xile en contrarellotge
  -  Campió de Xile sub-23 en contrarellotge
  - 1r al Tour del Pays Roannais i vencedor d'una etapa
- 2017
  - Campió Panamericà en contrarellotge